# Phyllocnemida manicana
Phyllocnemida manicana is een keversoort uit de familie boktorren (Cerambycidae). De wetenschappelijke naam van de soort is voor het eerst geldig gepubliceerd in 1899 door Péringuey.